# Voice〜cover you with love〜
『Voice〜cover you with love〜』（ヴォイス・カバー・ユー・ウィズ・ラヴ）は、日本の歌手・伴都美子が2007年3月28日にavex traxから発売した1枚目のカバーアルバムである。

## 内容
前作『FAREWELL』から1年ぶりにして、初のカバーアルバム。
全曲を伴都美子が選曲し伴の解釈の下にカバーされており、ボーナス・トラックとして、自身の3rdシングル表題曲「夢路」のアコースティックバージョンが収録された。
ジャケットが異なるCD+DVD盤とCD盤の2形態で発売された。DVDには今作のリード曲「夜に傷ついて」のミュージック・ビデオが収録された。また、CD盤の写真集仕様のブックレットが同梱された。

## 収録曲
1. home [5:12]
作詞・作曲：川村結花
編曲：Sin
川村結花の両A面からなる7thシングル表題1曲目のカバー。
2. 夜に傷ついて [4:45]
作詞：岩里祐穂
作曲：中崎英也
編曲：村田昭
アン・ルイスの34thシングル表題曲のカバーにして、今作のリード曲。
3. 彼女 [5:32]
作詞・作曲：佐野元春
編曲：村田昭
佐野元春の2ndアルバム収録曲のカバー。
4. コーヒー・ルンバ [3:57]
作詞：中沢清二
作曲：ホセ・マンソ・ペローニ
編曲：Sin
西田佐知子の29thシングル表題曲のカバー。
5. 優しい雨 [3:49]
作詞：小泉今日子
作曲：鈴木祥子
編曲：村田昭
小泉今日子の34thシングル表題曲のカバー。
6. はじまりはいつも雨 [4:34]
作詞・作曲：飛鳥涼
編曲：中村康就
ASKAの3rdシングル表題曲のカバー。
7. 少女 [4:53]
作詞・作曲：五輪真弓
編曲：中村康就
五輪真弓の1stシングル表題曲のカバー。
8. 見上げてごらん夜の星を [4:12]
作詞：永六輔
作曲：いずみたく
編曲：中村康就
伊藤素道とリリオ・リズム・エアーズのカバー曲。
9. TRUTH'94 [5:59]
作詞・作曲：小室哲哉
編曲：Sin
TRFの4thアルバム収録曲のカバー。
10. If [3:04]
作詞・作曲：デヴィッド・ゲイツ
編曲：河野圭
ブレッドの3rdアルバム収録曲のカバー。
11. 切手のないおくりもの [1:58]
作詞・作曲：財津和夫
編曲：高橋哲也
財津和夫が制作した楽曲のカバー。
12. 夢路 -acoustic version- [4:59]
作詞：伴都美子
作曲：Jin Nakamura
編曲：村上正芳
ボーナス・トラック。3rdシングルの表題曲のアコースティックバージョン。

## 参加ミュージシャン
- 伴都美子：Vocals & Chorus (全曲)、Finger Snap (#11)

サポートミュージシャン
- Sin：Programmed (#1,4)、Piano (#1,4,9,12)、Organ (#12)
- 中村康就：Programmed (#6,8)、Wurlitzer & Organ (#7)
- 村田昭：Programmed (#3)、Piano (#2,3)、Organ (#2,3,5)、Electric Piano (#5)
- 河野圭：Programmed (#10)
- 斉藤光隆：Bass (#2,5,10)
- 下野ヒトシ：Bass (#1,4)
- 笠原直樹：Bass (#6,7)
- 渡辺等：Bass (#9)
- 河野道生：Drums (#2,3)
- 村石雅行：Drums (#4,9)
- 沼澤尚：Drums (#1)
- 大久保太：Drums (#7)
- 浜崎大地：Drums (#10)
- 荒井岳史：Guitar (#2,3,5)
- 佐藤薫：Guitar (#6〜8)
- 秋山浩徳：Guitar (#1)
- レイ・サンドバル：Guitar (#4)
- 樋口直彦：Guitar (#9)
- 知念輝行：Guitar (#10)
- 西川進：Guitar (#12)
- 田辺晋一：Percussion (#2,3,5)
- 三沢またろう：Percussion (#4)
- 弦一徹ストリングス：Strings (#5)
- 後藤勇一郎ストリングス：Strings (#10)
- 竹上良成：Saxophone (#4)
- 佐藤洋樹：Trombone (#4)
- 小林太：Trumpet (#4)
- 佐々木史郎：Trumpet (#4)
- 高橋哲也：Chorus & Finger Snap (#11)
- Various：Finger Snap (#11)